# Saint-Symphorien-le-Valois
Saint-Symphorien-le-Valois là một xã thuộc tỉnh Manche trong vùng Normandie tây bắc nước Pháp. Xã này nằm ở khu vực có độ cao trung bình 38 mét trên mực nước biển.